# 백호 (마스코트)
백호는 대한민국 축구 국가대표팀의 마스코트 캐릭터이다. 2010년 에콰도르와의 경기 겸 2010년 FIFA 월드컵 출정식에서 처음 모습을 보인 뒤 대한민국 축구 국가대표팀의 경기와 각종 축구행사에 참석하면서 대한축구협회의 마스코트로 활약하고 있다. 등번호는 105번이다.

## 같이 보기
- 대한민국 축구 국가대표팀
- 대한축구협회